# 巴黎 (德克薩斯州)
巴黎（英語：Paris）是一個位於美國德克薩斯州拉馬爾縣的城市。根據2020年美國人口普查，該地共人口24,171人，而該地的面積約為115.00平方千米。同時該地也是拉馬爾縣的縣治。

## 地理
巴黎的座標為33°39′45″N 95°32′52″W / 33.66250°N 95.54778°W，而該地的平均海拔高度為183米（即600英尺）。